# Лапиня, Гинта
Гинта Лапиня (латыш. Ginta Lapiņa; род. 30 июня 1989, Рига) — латышская топ-модель, входящая в рейтинг «50 топ-моделей мира» портала Models.com. Французский Vogue поставил её на 6-е место в рейтинге топ-моделей мира 2010 года.

## Биография
Гинта Лапиня родилась в городе Рига, Латвия и начала свою карьеру в 2005 году после того, как её заметил Нилс Рауманис — основатель модельного агентства «Dandy Models».
В 2006 году ей пришло предложение принять участие в американском конкурсе «MC2 2006 New Generation». Среди нескольких сотен девушек со всего мира, Гинта заняла первое место.

## Модельная карьера
В 2008 году был подписан контракт с модельным агентством Women Management.
Настоящий фурор она произвела на показах в таких городах, как Милан, Нью-Йорк и Париж. Дом мод Versace доверил ей открыть показ своей коллекции весна-лето 2011 года.
Лапиня принимала участие в показах: Nina Ricci, Marc Jacobs, Dolce & Gabbana, Prada, Oscar de la Renta, Yves Saint Laurent, Versace, Valentino и Louis Vuitton. А также в рекламных кампаниях: Yves Saint Laurent, NARS cosmetics, Jill Stuart, Anna Sui, John Galliano, Marc by Marc Jacobs, Sportmax, Uniqlo, Derek Lam, DKNY, Max Mara, Miu Miu. Участвовала в съёмках журналов: Elle, Harper's Bazaar, Vogue, Marie Claire, Numéro, Dazed & Confused, W.
Её любимая модель — Кейт Мосс.

## Личная жизнь
16 июня 2012 года, Гинта Лапиня вышла замуж за бизнесмена Адама Хока (Adam Hock). Сейчас живёт с мужем в Майами,Флорида, США. В интервью каналу FashionTV она призналась, что мечтает о собственной художественной галерее.
13 июля 2021 года Гинта родила сына от своего бойфренда Брайана Найта.